# Björn Bernhard
Björn Bernhard, född 18 juni 1914 i Stockholm, död 2 mars 1996 i Täby, var en svensk jurist.
Bernhard avlade juris kandidatexamen 1938 och genomförde tingstjänstgöring 1938–1941. Han blev fiskal i Svea hovrätt 1942, tingssekreterare i Ovansiljans domsaga 1943, assessor i Svea hovrätt 1948 och tillförordnad tingsdomare i Ångermanlands norra domsaga 1949. Bernhard var särskild föredragande i likvidationsnämnden 1950–1953, revisionssekreterare 1954–1963, justitieråd 1963–1981 och 1979–1981 ordförande på avdelning i Högsta domstolen. År 1977 blev han även svensk redaktör för Nordisk domsamling.

## Familj
Björn Bernhards föräldrar var direktör Albert Bernhard och Aagot, född Bach. År 1942 gifte han sig med Bertha Ericsson (1912–2002).

## Utmärkelser
- Riddare av Nordstjärneorden, 1961.[3]
- Kommendör av första klassen av Nordstjärneorden, 6 juni 1966.[4]
- Kommendör med stora korset av Nordstjärneorden, 6 juni 1973.[5]